# جيمس سانشيز
جيمس سانشيز (بالإسبانية: James Sánchez)‏ (4 أبريل 1988 بارانكيا كولومبيا - ) هو لاعب كرة قدم كولومبي يلعب كلاعب وسط.

## روابط خارجية
- جيمس سانشيز على موقع قاعدة بيانات كرة القدم.إي يو (الإنجليزية)
- جيمس سانشيز على موقع Soccerway.com (الإنجليزية)
- جيمس سانشيز على موقع عالم كرة القدم.نت (الإنجليزية)
- جيمس سانشيز على موقع AS.com (الإسبانية)